# Hitacsi japán herceg
Hitacsi japán herceg vagy Maszahito (japánul 常陸宮正仁親王; Tokió, 1935. november 28. –), a japán császári ház tagja, Akihito császár fiatalabb testvére. A herceg Hirohito császár és Kódzsun császárné második fia, hatodik közös gyermeke. A krizantém trón öröklésének sorrendjében a harmadik helyen áll (Akisino herceg és Hiszahito herceg után).
Maszahito emberbaráti tevékenységéről és a rák okaival foglalkozó kutatásairól ismert.